# 斯蒂芬·施瓦茨
斯蒂芬·劳伦斯·施瓦茨（英語：Stephen Lawrence Schwartz，1948年3月6日—）是一位美国音乐剧作曲家、作词人，他曾为《女巫前傳》等作品作曲，为《风中奇缘》等作品作词。他获得过三次格莱美奖、三次奥斯卡奖，六次获托尼奖提名并获一次伊莎贝尔史蒂文森奖。

## 生平
他出生于美国纽约市的一个犹太裔家庭，在纽约州納蘇縣威利斯顿公园（Williston Park）长大，1964年毕业于米尼奥拉高中（Mineola High School），高中时曾在茱莉亚学院兼修钢琴和作曲 。之后他进入卡内基梅隆大学学习戏剧，1968年获美术学士学位。